# Луций Аврелий Авианий Симмах
Лу́ций Авре́лий Авиа́ний Си́ммах по прозвищу Фосфо́рий (лат. Lucius Aurelius Avianius Symmachus signo Phosphorius, ? — 376) — государственный деятель Римской империи середины IV века, принадлежавший к роду Аврелиев Симмахов.
Занимал различные должности в имперской администрации, вплоть до префекта Рима. В 376 году был избран консулом на 377 г. и префектом претория, но умер до вступления в должность. Отец известного позднеримского оратора и защитника язычества Квинта Аврелия Симмаха.

## Биография
Происходил из знатного рода Симмахов, сын консула 330 года Аврелия Валерия Туллиана Симмаха. В 340-х гг. (при императоре Константе) занимал должность префекта анноны Рима. Был также викарием Рима (в какое время — неизвестно). В 361 году Симмах, посланный вместе с Валерием Максимом римским сенатом послом к императору Констанцию, на пути назад в Рим встретил в Нише императора Юлиана, который оказал сенаторам почести. С приходом к власти Валентиниана I получил должность префекта Рима (наиболее ранняя зафиксированная дата пребывания должности — 22 апреля 364, наиболее поздняя — 9 марта 365). Аммиан Марцеллин дал следующую характеристику Симмаху во время пребывания того в должности:
«Апрониана сменил Симмах, человек совершенно исключительной учености и высоких качеств. Благодаря ему священный город процветал в спокойствии и изобилии в гораздо большей степени, чем обыкновенно. Он украсил город великолепным и весьма прочным мостом, который сам соорудил и открыл при великом ликовании сограждан, оказавшихся однако неблагодарными, как открыла это сама очевидность. Через несколько лет они сожгли его великолепный дом в затибрском квартале, и побудило их к этому то, что какой-то ничтожный плебей придумал, будто тот сказал без свидетелей, что охотнее сам своим собственным вином потушит известковые печи, чем продаст известь по той цене, по которой у него её надеялись купить».
В 376 году он был избран консулом на 377 год, но умер, так и не успев вступить в должность. После его смерти по постановлению Сената в Риме ему была воздвигнута статуя, такая же была установлена в Константинополе.
До наших дней сохранилась переписка Симмаха с его сыном, известным оратором (письмо Симмаха сыну — письмо I. 2 и ответные письма того отцу — II. 3-12). В письмах цитируются стихи Симмаха, посвященные видным римским сенаторам того времени. Его сын писал об отце как о искусном ораторе, хваля также и его стихи.
Аммиан Марцеллин упоминает, что Симмах, будучи префектом Рима, построил мост — возможно, это был т. н. «Мост Валентиниана» (лат. Pons Valentiniani)